# Антрацитовский колледж информационных технологий и экономики
Антрацитовский колледж информационных технологий и экономики - высшее учебное заведение в городе Антрацит Луганской области.

## История
В 1946 году был открыт Ворошиловградский горный техникум, филиалом которого стала школа горно-промышленного ученичества в городе Боково-Антрацит, 1 сентября 1953 года она была преобразована в Боково-Антрацитовский вечерний горный техникум.
30 декабря 1962 года город районного подчинения Боково-Антрацит стал городом областного подчинения Антрацит (и учреждение получило новое наименование - Антрацитовский горный техникум).
12 ноября 1965 года техникум был передан в ведение Министерства угольной промышленности СССР.
В 1967 году в техникуме обучалось 910 человек.
В 1988 году Антрацитовский горный техникум был передан в ведение Министерства промышленности средств связи СССР и в апреле 1988 года - преобразован в Антрацитовский техникум радиоэлектронного приборостроения.
В марте 1995 года Верховная Рада Украины внесла техникум в перечень объектов, приватизация которых запрещена в связи с их общегосударственным значением.
В дальнейшем, техникум был реорганизован в Антрацитовский колледж информационных технологий и экономики.
С весны 2014 года - в составе Луганской Народной Республики.

## Современное состояние
Учебное заведение осуществляет подготовку специалистов по 4 специальностям ("Экономика и бухгалтерский учет", "Программирование в компьютерных системах", "Радиоаппаратостроение" и "Коммерция").
В состав колледжа входят 26 кабинетов, 31 лаборатория, 3 учебные мастерские (две слесарно-механические и радиомонтажная), 5 компьютерных классов, радиоузел, библиотека, спортзал, спортивная площадка и столовая. 